# Божићна печеница
 Божићна печеница  је једно од главних јела традиционалне свечане божићне трпезе. За печеницу (која се некада називала и божњићара) обично се користи млада свиња (назимица) или јагње (веселица). Два дана пред Божић (на Туциндан), ритуално се коље прасе за печеницу. Овај обичај везан за клање вероватно потиче из претхришћанског, паганског периода и повезан је са приношењем жртве, али га је православна црква прихватила и благословила. Печеница се пече на Бадњи дан и на Бадње вече уноси у кућу. Постоји занимљиво предање зашто се баш прасе припрема (реди) за овај празник. У време османске владавине, аге и спахије имале су право да захтевају да им се нешто спреми за јело у било којој кући. Како је Турцима из верских разлога било забрањено да улазе у куће у којима се спрема свињско месо, свиње су се пекле на ражњу испред куће за празнике и славе баш из тих разлога.

## Припрема
Припремљено прасе се поставља на ражањ и чврсто везује. На унутрашњу страну прасета сипа се со, која се приликом печења разлива и натапа печење (за прасе од 20 килограма обично се користи до две кашике соли). За ложење се најчешће користи багремово дрво а избегава се дрво које споро гори. Печење траје три до четири сата а печеница се проверава колико је печена засецањем између плећки. После печења, потребно је око 30 минута да се печеница оцеди и охлади како би се исекла.

## Веровања и обичаји
Према народном веровању ритуално клање на Туциндан је једна врста жртве која се приноси Богу и потиче из времена пре хришћанства, а помиње се и у старом завету. За  божићну печеницу бира се бело прасе, без белега и телесних недостатка. Верује се да печеница која се спрема за Божић доноси срећу и благостање укућанима. Животиње за печеницу убијају се до поднева а на месту где ће бити убијене претходно се положи слама. У печеницу се обично ставља јабука (или дуња), која се касније чува као лековита.  Веровало се и да њушка има лековиту моћ (као и плећка и вилица), па су се чувале на тавану, јер се за њих везује душа жртвоване животиње. У неким крајевима живина се не налази на божићној трпези због веровања да је она симбол назадовања и растурања куће.